# Ochetorhynchus ruficaudus
Ochetorhynchus ruficaudus е вид птица от семейство Furnariidae.

## Разпространение
Видът е разпространен в Аржентина, Боливия, Перу и Чили. Обитава субтропични или тропични високопланински региони с храстова растителност.